# Anotylus tetracarinatus
Anotylus tetracarinatus é uma espécie de insetos coleópteros polífagos pertencente à família Staphylinidae.
A autoridade científica da espécie é Block, tendo sido descrita no ano de 1799.
Trata-se de uma espécie presente no território português.